# ¡Ay, qué calor!
¡Ay, qué calor! fue un programa nocturno emitido en la madrugada de los jueves por Telecinco en 1990, basado en el programa italiano Colpo grosso.

## Mecánica
Unas bailarinas, llamadas "Chicas Chin-chin", eran las protagonistas del programa, junto con dos concursantes, un hombre y una mujer. El objetivo era conseguir puntos para viajar, de forma virtual, por diferentes partes de Europa y conocer a sus mujeres.
Fase 1. Elección de la fruta
Cada uno de los concursantes debía escoger una fruta de color entre siete posibilidades (limón amarillo, cereza roja, kiwi verde, mandarina naranja, fresa rosa, piña marrón o arándano azul) para jugar con ella todo el programa. Tras ello, la chica que la portaba se abría la chaquetilla, mostrando sus pechos, pudiendo contener una fruta o una estrella sobre uno de ellos. Cada uno de estos objetos daba al concursante una cantidad diferente de puntos iniciales entre 10.000 y 20.000.
Fase 2. La pregunta
Se realizaba una pregunta de cultura general con tres posibles respuestas, por un valor de 15.000 puntos. Mediante pulsador para conseguir el turno de respuesta, el concursante que la acertara, ganaba esos puntos para la siguiente fase.
Fase 3. La máquina tragaperras
En este punto, se debían apostar un mínimo de 25.000 puntos para una tirada en la máquina tragaperras. Si al tirar, salía un símbolo de la fruta del concursante, duplicaba la cantidad, y si salían dos, la triplicaba. Si no salía ninguna de sus frutas, perdía la apuesta.
Fase 4. Caliente o frío
Se ponían cinco cartas boca abajo que contenían cinco fases de vestimenta de una chica (desde cubierta con un abrigo hasta el top-less). Se volteaba la primera y el concursante debía decir si la siguiente era 'fría' (más ropa) o caliente (menos ropa). En cada giro de carta podía apostar la cantidad de puntos que quisiera. Si acertaba los doblaba, y si no, los perdía.
Interfase. Striptease
Si en algún momento el concursante no tenía suficientes puntos para jugar, podía comprar hasta 40.000 puntos mediante un estriptis. Cada prenda que se quitase valía 5.000 puntos, salvo la última (el sostén en el caso de la mujer y el pantalón en el caso del hombre) que valía 15.000 puntos.
Objetivo final. Viajar por Europa.
A partir de la fase 3, los concursantes podían comprar un viaje a un país o región de Europa, por 50.000 puntos cada uno. Había  cuatro países (España, Francia, Alemania, Italia) y 3 regiones (islas británicas, Europa del Este y Europa del Norte), todas de igual valor. Al visitar dicho país o región, la chica de ese país o región en cuestión realizaba también un estriptis.
Ganaba el concurso el participante que hubiera visitado más países. En caso de empate a países, el que tuviera más puntos en la banca personal.

## Presentación
La presentación corrió a cargo del periodista Luis Cantero acompañado por la ex Miss España Eva Pedraza.

## Emisiones
Telecinco comenzó a emitir el 3 de julio de 1990 el programa italiano Colpo Grosso, versión original del programa  titulándolo ¡Ay, qué calor!. El programa se emitió doblado al español.
 Se emitía la madrugada de los martes. Debido al éxito del programa, el 4 de octubre de 1990 por Telecinco comenzó la versión española emitiéndola la madrugada de los jueves hasta el 27 de junio de 1991 donde el concurso pasó a emitirse en la madrugada de los sábados hasta el fin de su emisión, el 21 de septiembre de 1991.